# 应用奖
2011年4月11日颁发的应用奖（英語：Appy Awards）旨在认可人气高涨的移动设备应用程序。经欧洲头号独立移动电话零售商Carphone仓库赞助，电视节目主持人理查德·哈蒙德与阿曼达·拜拉姆主持的典礼共颁发十项大奖。赞助商声称这是“英国首次旨在奖励应用技术创新与发展的大型应用颁奖典礼”，希望今后办成一年一度的颁奖活动。
Carphone仓库工作工作人员提名约一千种应用，哈蒙德2011年2月公布评审团选出的50种入围项目。接下来约三万民众通过互联网投票选出最终得主，大部分入围应用可免费下载，也有些需付费一次或持续付费。芬兰Rovio移动2009年的游戏此时下载量刚刚破亿，拿下最佳游戏应用和年度最佳应用奖，同时入围最佳费时应用。Lima Sky的《涂鸦跳跃》2011年3月达到千万下载量，入围最佳游戏应用和最佳费时应用但均未胜出。《ShopSavvy条形码扫描仪》和《掌上足球经理2011》情况类似，各入围两项但均未胜出。

## 胜出与入围
| 项目             | 胜出                | 入围                                                                            | 参考         |
| ---------------- | ------------------- | ------------------------------------------------------------------------------- | ------------ |
| 最佳游戏应用     | 《》                | 《》 《航空指挥官》 《FIFA 11》 《涂鸦跳跃》                                    | [ 4 ] [ 10 ] |
| 最佳生活时尚应用 | 《亚马逊》          | 《LoveFilm》 《乐购杂货》 《杰米·奥利弗20分钟开饭》 《BBM》                                | [ 4 ] [ 11 ] |
| 最佳省钱应用     | 《Skype》           | 《Tastecard》 《Money Supermarket》 《Voucher Cloud》 《ShopSavvy条形码扫描仪》 | [ 4 ] [ 12 ] |
| 最佳音乐应用     | 《Spotify》         | 《钢琴大师》 《音乐随处享》 《Last FM》 《Shazam》                              | [ 4 ] [ 13 ] |
| 最佳拍照应用     | 《Adobe Photoshop》 | 《Instagram》 《Hipstamatic》 《iMovie》 《FatBooth》                           | [ 4 ] [ 14 ] |
| 最佳体育应用     | 《天空體育新聞台》  | 《Endomondo运动追踪器》 《Nike+ GPS》 《阿迪达斯MiCoach》 《掌上足球经理2011》          | [ 4 ] [ 15 ] |
| 最佳省时应用     | 《Google地图》      | 《条形码扫描仪》 《Sky+》 《声龙听写》 《伦敦地铁出口》                               | [ 4 ] [ 16 ] |
| 最佳费时应用     | 《Facebook》        | 《涂鸦跳跃》 《YouTube》 《掌上足球经理2011》 《》                              | [ 4 ] [ 8 ]  |
| 最佳旅行应用     | 《貓途鷹》          | 《Time Out城市指南》 《Google翻译》 《航班跟踪器》 《伦敦地铁豪华版》           | [ 4 ] [ 17 ] |
| 年度应用         | 《》                |                                                                                 | [ 4 ]        |